# 神高槻神社
神高槻神社（かみたかつきじんじゃ）は滋賀県長浜市高月町高月に鎮座する神社である。

## 祭神
- 天児屋根命
- 高額比売命

## 神紋
左舞三ッ柏

## 歴史
天平年間（729年 - 749年）に当地にあった槻の巨木に天児屋根命が降臨されたとの伝承がある。後、平群広技により、高額比売命を合祀した社殿が創建されたという。寛治年間（1087年 - 1094年）、大江匡房により「高槻」を「高月」に改めた。高月郷の惣社である。『延喜式神名帳』に記載された式内社である。1876年（明治9年）、村社に列せられた。

## 祭事
- 例祭 - 4月20日
- オコナイ - 2月8日

## 境内社
- 稲荷神社
- 天満宮
- 龍神社

## 交通アクセス
- JR西日本北陸本線高月駅より徒歩5分